# Der Pferdeflüsterer (Roman)
Der Pferdeflüsterer, Originaltitel The Horse Whisperer, ist ein 1995 erschienener Western-Roman des britischen Schriftstellers Nicholas Evans. Die deutsche Erstausgabe erschien noch im selben Jahr beim C. Bertelsmann Verlag, übersetzt von Bernhard Robben.
Das Buch konnte einen globalen Erfolg verzeichnen, wurde in 40 Sprachen übersetzt und insgesamt mehr als 15 Millionen Mal verkauft. Aufgrund dieses Erfolges erschien drei Jahre später die Hollywood-Verfilmung durch den amerikanischen Regisseur Robert Redford.
Der Pferdeflüsterer war der Grundstein für Evans’ Erfolg als Schriftsteller, nachdem er die Film- und Fernsehproduktion verlassen hatte. Es folgten noch vier weitere Romane mit den Namen Im Kreis des Wolfs (Originaltitel: The Loop, 1998), Feuerspringer (The Smoke Jumper, 2002), Wenn der Himmel sich teilt (The Divide, 2008)  und Die wir am meisten lieben (The Brave, 2011).

## Zusammenfassung
Der Roman beginnt im Hinterland von New York, wo die Teenagerin Grace Maclean und ihre Freundin Judith an einem verschneiten Morgen auf ihren Pferden Pilgrim und Gulliver ausreiten. Als sie einen eisigen Abhang hinaufreiten, rutscht Gulliver aus und trifft Pilgrim. Beide Pferde stürzen und schleifen die Mädchen auf eine Straße, wo sie mit einem Traktoranhänger zusammenstoßen. Judith und Gulliver kommen dabei ums Leben, während Grace und Pilgrim schwer verletzt werden. Grace, deren rechtes Bein teilweise amputiert wurde, ist verbittert und zieht sich zurück.
Graces Mutter Annie ist eine arbeitssüchtige Zeitschriftenredakteurin, und ihr Vater Robert ist Anwalt. Die unterschiedliche Art und Weise, wie Grace’ Eltern mit dem Unfall umgehen, belastet die Beziehungen innerhalb der Familie.
Nach dem Unfall ist Pilgrim traumatisiert und unkontrollierbar, so dass seine Pfleger ihn misshandeln und vorschlagen, ihn einzuschläfern. Annie weigert sich, das Pferd ihrer Tochter einschläfern zu lassen und hört von einem „Pferdeflüsterer“, Tom Booker. In der Hoffnung, dass Pilgrim und Grace geholfen werden kann, begibt sie sich mit ihnen auf eine lange Reise quer durchs Land nach Montana.
Nach anfänglicher Skepsis arbeitet Tom mit Pilgrim auf seiner Ranch in Montana, um Annie näher zu kommen und beginnt, Fortschritte mit dem Pferd zu machen. Sowohl Grace als auch Annie werden glücklicher, weil das Leben auf der Ranch zu ihnen passt. Während ihres Aufenthalts kommen sich Annie und Tom näher und beginnen schließlich eine Affäre.
Trotz der Fortschritte, die Tom mit Pilgrim gemacht hat, ist Grace immer noch nicht in der Lage, das Pferd zu reiten. Tom versucht einen drastischen Eingriff, indem er das Pferd zwingt, sich hinzulegen, und Grace auf ihm stehen lässt. Diese Technik funktioniert und Pferd und Reiter sind wieder vereint.
Auf der Party zum Abschluss von Grace’ und Annies Aufenthalt in Montana erfährt Grace von der Affäre und reitet leichtsinnig in die Landschaft rund um die Ranch. Grace reitet ungewollt in eine Herde wilder Mustangs, was eine Panik unter den Pferden auslöst. Tom reitet ihr hinterher und findet Pilgrim im Kampf mit dem Hengst der Herde. Tom gelingt es, Grace und Pilgrim zu retten, doch dann lässt er sich absichtlich von dem Hengst zu Tode trampeln. Der Grund hierfür bleibt weitestgehend unklar.
Grace, Annie und Pilgrim kehren nach New York zurück, um sich mit Robert ein neues Leben aufzubauen, aber Annie entdeckt, dass sie schwanger ist, und bringt schließlich ein Baby mit Toms blauen Augen zur Welt.

## Figuren
- Grace MacLean – Die Protagonistin des Buches und die Tochter von Annie und Robert. Vor ihrem Reitunfall hatte sie eine besonders gute Beziehung zu ihrem Vater.[7]
- Annie Graves – Die Mutter von Grace. Sie ist Top-Journalistin und ein Workaholic.[7] Sie hatte die Idee, ihrer Tochter von einem Pferdeflüsterer helfen zu lassen, und beginnt im Verlauf des Buches eine Affäre mit Tom Booker.
- Robert MacLean – Anwalt, Vater von Grace und Ehemann von Annie. Er hat keine große Rolle in der Geschichte.
- Tom Booker – Der Pferdeflüsterer in Montana, der von Annie um Hilfe gebeten wird und mit ihr eine Affäre beginnt. Er ist ein stoischer Einzelgänger.[8]
- Pilgrim – Grace’ Pferd der Rasse „Morgan“. Er steht in der letzten Box seines Stalls. Sein Fell hat ein dunkles Braun und ist laut Grace so dunkel, dass es je nach Lichteinfall fast schwarz aussieht. Grace hat ihn ein Jahr vor Beginn der Geschichte geschenkt bekommen.[9]
- Judith – Die beste Freundin von Grace und Besitzerin des Ponys Gulliver. Sie und Grace kennen sich schon seit ihrer frühen Kindheit und kommen aus ähnlichen Verhältnissen. Sie treffen sich jedoch nur am Wochenende, wenn sie bei ihren Pferden sind.[9] Judith und Gulliver werden bei dem Unfall zu Beginn des Buches tödlich verletzt.
- Mrs. Dyer – Besitzerin des Hofes, auf dem Gulliver und Pilgrim untergebracht sind. Sie brachte beiden Mädchen das Reiten bei.[9]
- Wayne P. Tanner – Trucker-Fahrer. Er ist seit 15 Jahren im Beruf tätig. Zu Beginn des Buches wird er wegen gefälschter Fahrtunterlagen von der Polizei angehalten, gegen die er eine Aversion hat.[10] Er fährt den Truck, mit dem Grace und Judith zu Beginn in einen Unfall verwickelt sind.

## Inspiration
Die Grundidee für die Geschichte über Grace und Booker bekam Nicholas Evans schon sehr früh, aufgrund seiner Vorliebe für die Vereinigten Staaten und ihre Westernfilme. Gestalt nahm sie jedoch erst an, nachdem Evans von dem Hufschmied und Tierarzt Robbie Richardson von Pferdeflüsterern erfahren hatte.
Dem Schriftsteller selbst zufolge, ist Tom Booker den Pferdeflüsterern Tom Dorrance, Ray Hunt und insbesondere deren jüngerem Schüler Buck Brannaman nachempfunden.
Bezüglich der Gerüchte, dass Monty Roberts die Inspiration für Tom Booker gewesen sei, sagt der Autor: „Einige von Ihnen haben vielleicht gelesen, dass jemand namens Monty Roberts das Modell für Tom Booker, den Pferdeflüsterer im Buch, war und dass er mir bei meinen Recherchen geholfen hat. Das ist nicht wahr.“

## Verfilmung
Der amerikanische Regisseur und Schauspieler Robert Redford kaufte die Filmrechte für 3 Millionen Pfund und der Film Der Pferdeflüsterer kam 1998 in die Kinos. Mit Redford selbst in der Titelrolle als Tom Booker und Scarlett Johansson als Grace MacLean.
Der Film hält sich weitgehend an das Buch, zeigt aber weder Graces Konfrontation mit der Mustang-Herde noch den Tod von Booker. Stattdessen fährt Annie mit Pilgrim im Wohnwagen von der Ranch weg, während Booker von der Spitze eines Hügels aus zusieht. Im Film gibt es keinen Hinweis darauf, dass Annie und Toms Affäre sexueller Natur war.